# Hadtestparancsnokság (Kolozsvár)
A kolozsvári hadtestparancsnokság, korabeli hivatalos nevén Magyar Királyi Honvéd Hadtestparancsnokság a város egyik 20. századi épülete. Az Árpád út (Külső Király utca, Calea Traian) 27. szám alatt található.

## Története
Eredetileg román középiskolának kezdték építeni 1939-ben Rátz Mihály tervei alapján. A második bécsi döntés után, 1941. márciustól kezdve Ormay János építészmérnök főhadnagy áttervezte a befejezetlen épületet, amely aztán a IX. Honvéd Hadtestparancsnokságnak adott helyet. (Az erdélyi képzőművészeket tömörítő Barabás Miklós Céh Szinyei Merse Jenő vallás- és közoktatásügyi miniszternek írt beadványában „ismeretlen tervező által szörnyű és nevetséges, ún. »magyar« stílusban való gyökeres átépítése”ként említette a projektet.)
Az átépítés során a bejárat két oldalára egy-egy hun és magyar vitézt ábrázoló szobor került, Borsodi Bindász Dezső alkotása. A lépcsőházban egy nyolc méteres freskó örökítette meg Horthy Miklós kolozsvári bevonulását; ezt Haranghy Jenő készítette. Szintén ő alkotta a homlokzatra a Mátyás király diadalmenete, Töhötöm, illetve Szent László című sgraffitókat. Az épület belső díszítéséhez Szopos Sándor hat freskóval, Szervátiusz Jenő a parancsnoki iroda faragott bútorzatával járult hozzá. A tiszti íróasztalokat Csorvássy István szobrai díszítették. Az üvegablakokat, amelyek erdélyi városok és történelmi családok címereit ábrázolták, Palka József tervezte.
Az épületet 1942. január 18-án avatták fel Bárdossy László miniszterelnök és Bánffy Dániel földművelésügyi miniszter jelenlétében.
1944. szeptemberben, a tordai csata idején a szovjet légierő légiaknákkal támadta. A második világháború után az épület néhány évig üresen állt, és csak 1948-ban állították helyre, és szakiskolaként hasznosították. 1954-ben az iskolát megszüntették, és az épület a Securitate, illetve a rendőrség megyei székháza lett. Az 1989-es romániai forradalom során, 1989. december 22-én a tüntető tömeg megtámadta és elfoglalta az épületet.
2020 nyarán elkezdődött az épület felújítása, így a rendőrség ideiglenesen másik épületbe költözött.